# Ganvié
Ganvié è un villaggio lacustre del sud del Benin, situato sul lago Nokoué, a nord della metropoli di Cotonou, nel dipartimento dell'Atlantico.

Soprannominata «la Venezia dell'Africa», raggruppa qualche migliaio di case in legno, erette su pali infissi nel terreno, e conta oggigiorno circa 30 000 abitanti che vivono principalmente di pesca, ma, sempre di più, anche di turismo. 

## Storia
L'origine della città risale al XVIII secolo, all'epoca delle razzie schiaviste, che spinsero le popolazioni della regione a rifugiarsi nelle paludi del lago al fine di sfuggire ad una triste sorte.
Questa città lacustre è iscritta dal 1996 sulla lista indicativa dell'UNESCO (non è quindi ancora classificata tra i siti Patrimonio dell'umanità, contrariamente a ciò che viene affermato da alcune guide turistiche).

## Condizioni di vita della popolazione
La popolazione di Ganvié e di So Tchanhoué, le due principali città lacustri del Bénin, continua ad aumentare, e le case su palafitte avanzano sempre più profondamente all'interno del lago Nokoué. 
Le condizioni igieniche sono molto deplorevoli. 

### Elettricità
Un altro problema è l'assenza d'energia elettrica, cui qualcuno supplisce utilizzando gruppi elettrogeni, che aumentano il rumore e l'inquinamento atmosferico. 

## Itticoltura
Il lago, per ora, non è colpito dall'inquinamento industriale. Ciò permette la pesca e l'itticoltura (alcune migliaia di tonnellate all'anno). 

## Galleria d'immagini

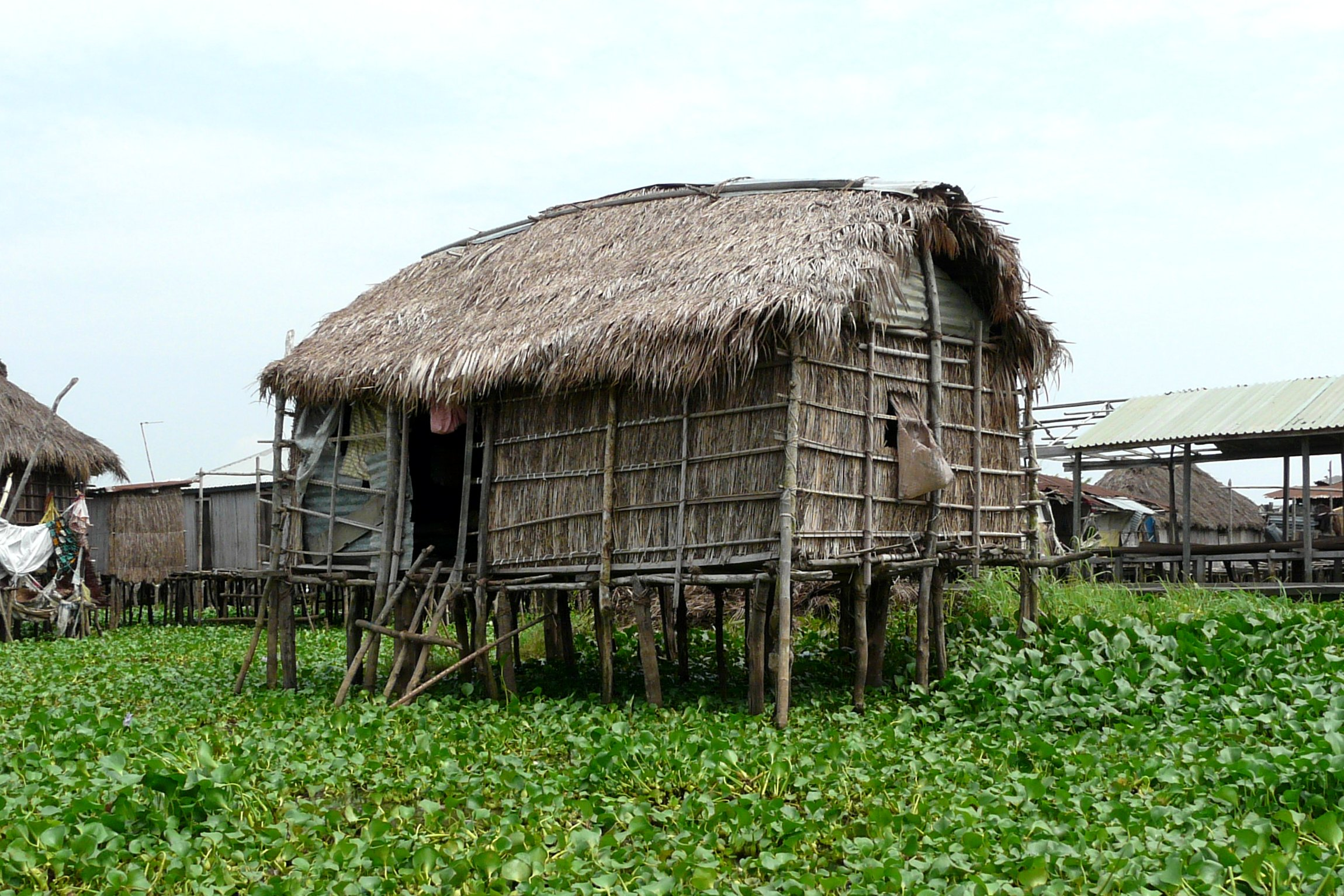
Casa tradizionale di Ganvié
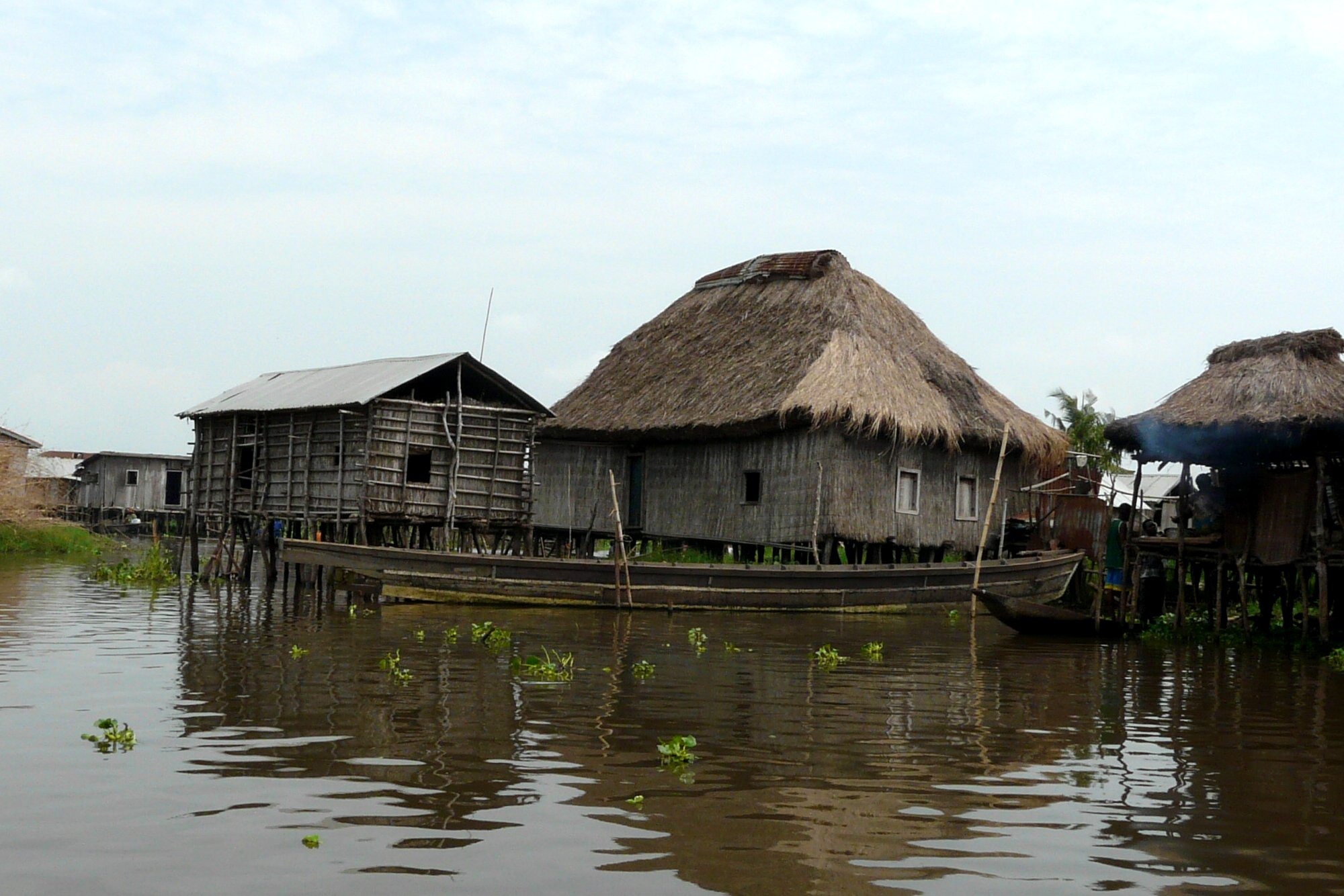
Casa tradizionale di Ganvié
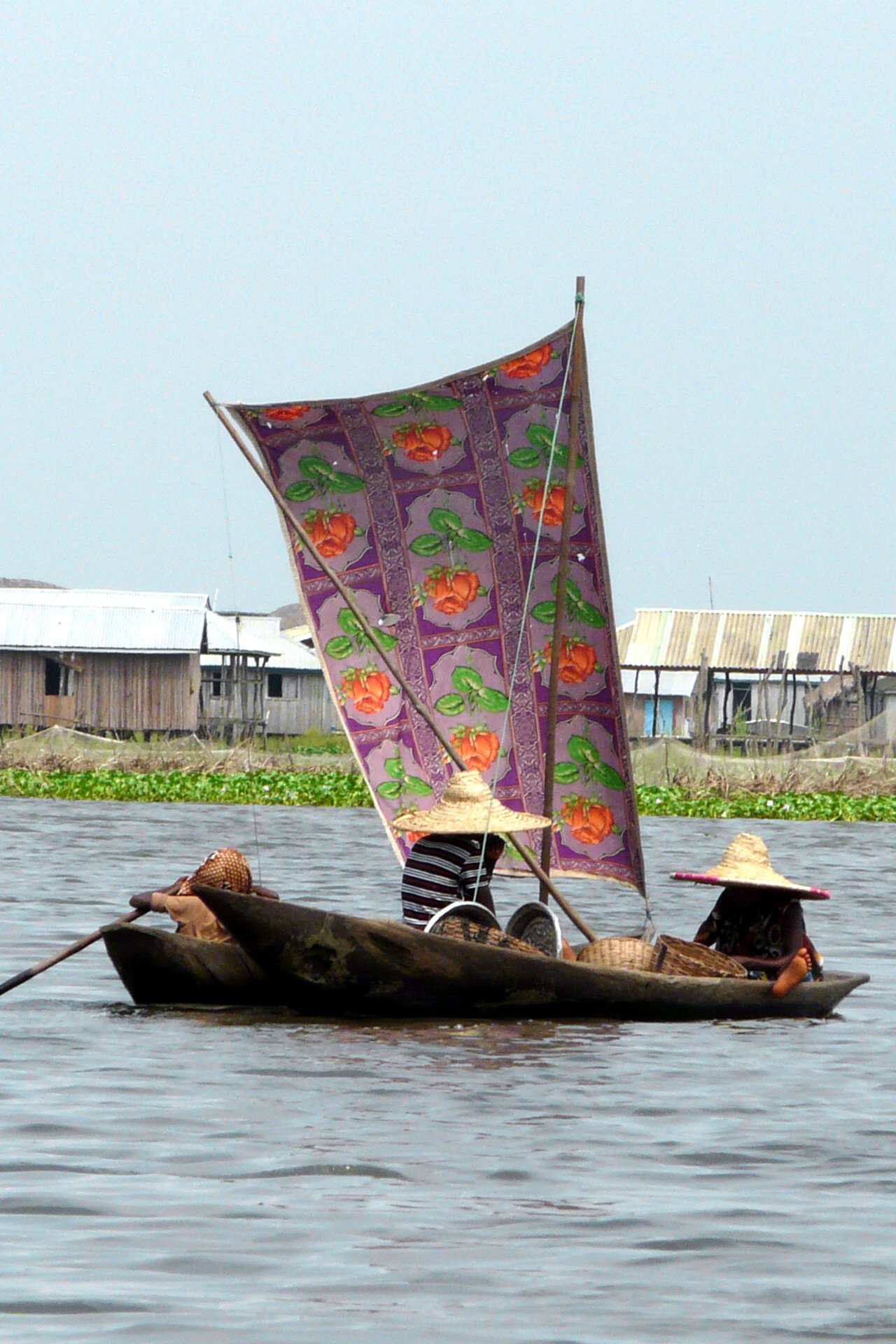
Piroga tradizionale
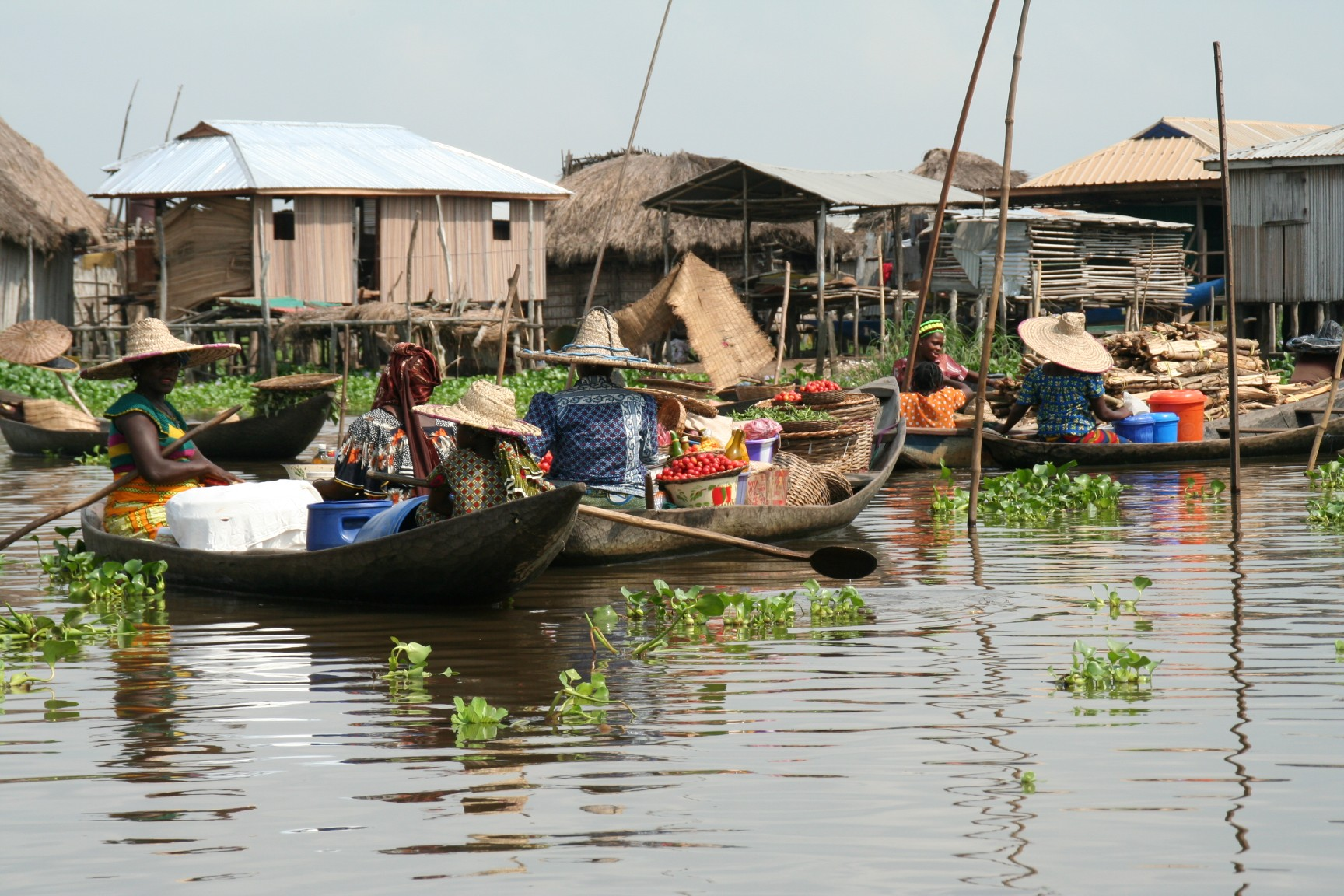
Mercato di Ganvié
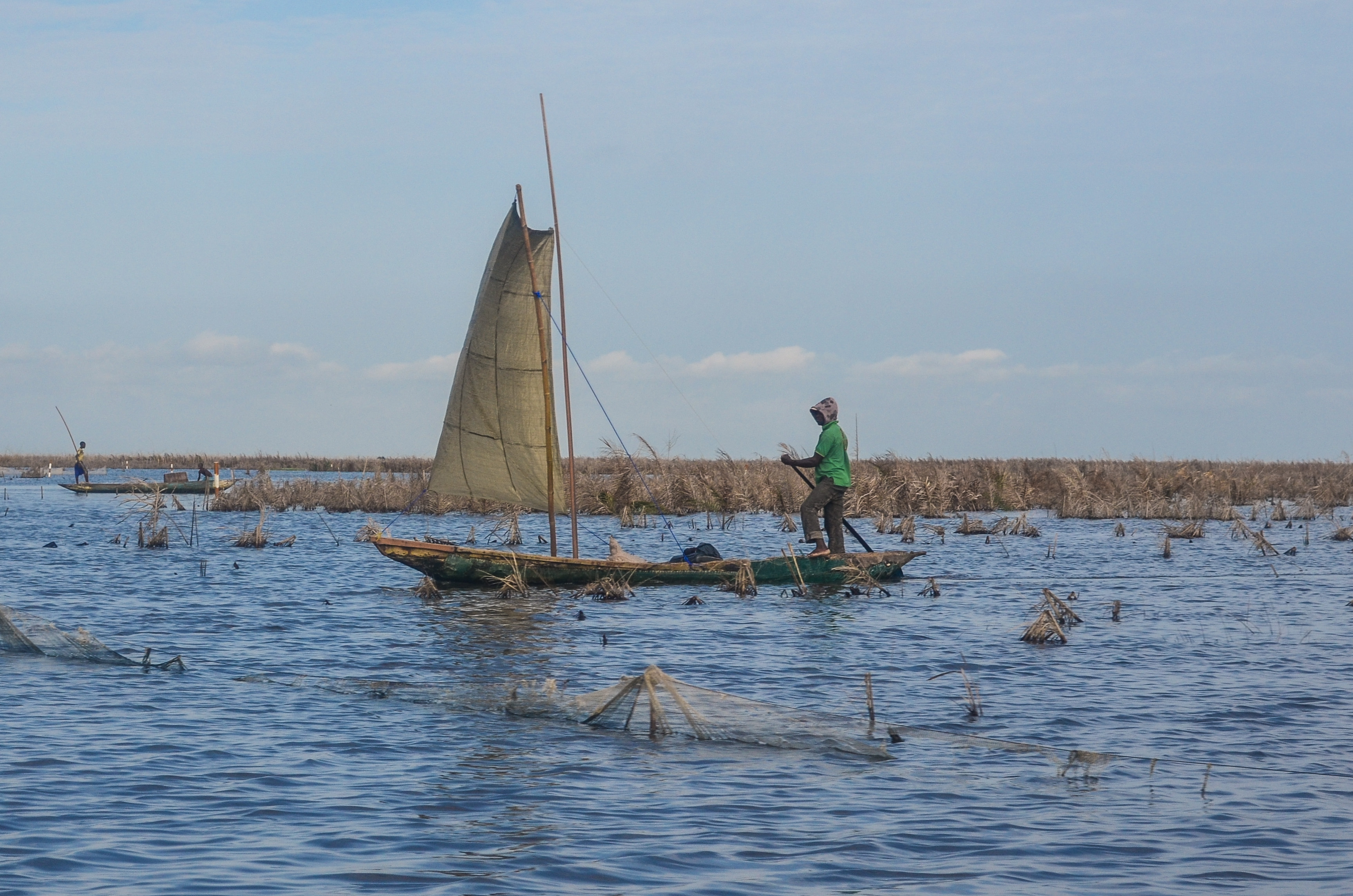
Struttura di reti per la cattura dei pesci